# Regimentul 19 Infanterie (1918-1920)
Regimentul 19 Infanterie a fost o mare unitate de infanterie, de nivel tactic, din Armata României, care a participat la acțiunile militare postbelice, din perioada 1918-1920. Regimentul a făcut parte din compunerea de luptă a Brigăzii 4 Infanterie, comandată de generalul Bucur Bădescu, împreună cu Regimentul 3 Infanterie:pp. 332-333

## Compunerea de luptă
În perioada campaniei din 1919, regimentul a avut următoarea compunere de luptă::pp. 332-333
- Batalionul 1 - comandant: maior Marin Marinescu

- Compania 1 - comandant: locotenent I. Aliescu
- Compania 2 - comandant: locotenent I. Orleanu
- Compania 3 - comandant: locotenent Victor Pralea
- Compania de Mitraliere: - comandant: căpitan I. Utză

- Batalionul 2 - comandant: maior N. Turbețeanu

- Compania 5 - comandant: locotenent V. Buricescu
- Compania 6 - comandant: sub-locotenent I. Udrescu
- Compania 7 - comandant: locotenent V. Șerbănescu
- Compania de Mitraliere - comandant: căpitan Damian Rașcu

- Batalionul 3

- Compania 9 - comandant: locotenent Eutropiu Beiliescu
- Compania 10 - comandant: locotenent D. Vasilescu
- Compania 11 - comandant: locotenent Gh. Ionescu
- Compania de Mitraliere - comandant: locotenent I. Ciocan

### Campania anului 1919
În cadrul acțiunilor militare postbelice,  Regimentul 19 Infanterie a participat la acțiunile militare în dispozitivul de luptă al Brigăzii 4 Infanterie, participând la Operația ofensivă la vest de Tisa în cadrul Diviziei 2 Infanterie.:pp. 332-333

## Comandanți
- Locotenent-Colonel Petri Scarlat